# Anne Somers
Anne Somers (Leuven, 7 december 1970) is een Vlaams actrice die vooral bekend is als Veronique Van den Bossche uit de soap Familie. Ze was ook te zien in de ziekenhuisserie Spoed als verpleegster Anouk van Diest en de film Het witte bloed van stripheld Kiekeboe.
Somers is gehuwd en heeft twee kinderen, een zoon Andreas (°1998) en een dochter Mathilde (°2000).

## Televisie
- Familie (1991-1994, 2001-2012) - als Veronique Van den Bossche
- F.C. De Kampioenen (1996) - als Maaike
- Diamant (1997) - als Zita
- Windkracht 10 (1997) - als Clauwaert
- Deman (1998) - als Annemie Vereecken
- Wittekerke (1998-2000, 2002) - als Anja Geldofs
- Wij Alexander (1998) - als Jeanine
- Gilliams & De Bie (1999) - Rita Goetschalckx
- Heterdaad (1999) - als winkeljuffrouw in een parfumerie
- F.C. De Kampioenen (2000) - als vriendin van Bernard-Victor
- Spoed (2000) - als Anouk Van Diest
- Alexander (2002) - als verpleegster
- Rupel (2004) - als Caroline Verdonck
- Aspe (2007) - als Lea Verdonck
- Zone Stad (2007) - als Sofie Brems
- Witse (2008) - als Geertrui Wachters
- Zone Stad (2008) - als Jadwiga
- Rox (2012) - als Els
- Danni Lowinski (2013) - als advocate Feys
- Ghost Rockers (2016-2017) - als Emily Curtis
- Professor T. (2018) - als Katja Vercauteren
- Lisa (2022) - als Patricia Baeten
- Moresnet (2024) - als Justine Stijns
- Knokke Off (2024, 2025) - als Eline Maenhout

## Film
- Kiekeboe: Het witte bloed (1992) - als Fanny Kiekeboe
- She (1996)
- Wat mannen willen (2015) - als Gerda
- FOMO (2022) - als mama van Charles